# Open Container Initiative
L'Open Container Initiative (OCI) est un projet de la Fondation Linux visant à concevoir des normes ouvertes pour la virtualisation au niveau du système d'exploitation, surtout les conteneurs Linux.  Il existe actuellement deux spécifications en cours de développement et en cours d'utilisation: la spécification d'exécution (runtime-spec) et la spécification d'image (image-spec).
OCI développe runc ,, un runtime de conteneur qui implémente leur spécification et sert de base à d'autres outils de plus haut niveau. runC a été publié pour la première fois en juillet 2015 en tant que version 0.0.1  et il est inclus dans RHEL 8.0 , en remplacement de Docker.

## Les références
1. ↑  « Open Container Initiative Finds Footing In Linux Foundation », InformationWeek (consulté le 15 janvier 2020)
2. ↑  « opencontainers/runc: CLI tool for spawning and running containers according to the OCI specification », GitHub (consulté le 15 janvier 2020)
3. ↑  opencontainers, « runc/runc.8.md at master · opencontainers/runc · GitHub », Github.com (consulté le 15 janvier 2020)
4. ↑  opencontainers, « Release v0.0.1: runc/libcontainer release · opencontainers/runc · GitHub », Github.com, 16 juillet 2015 (consulté le 15 janvier 2020)
5. ↑  « 8.0 release notes Red Hat Enterprise Linux 8 | Red Hat Customer Portal », Access.redhat.com (consulté le 15 janvier 2020)
6. ↑  « Archived copy » [archive du 7 octobre 2019] (consulté le 7 octobre 2019)